# Shi Jinglin
Shi Jinglin (Nanking, 3 januari 1993) is een Chinese zwemster. Ze vertegenwoordigde haar vaderland op de Olympische Zomerspelen 2016 in Rio de Janeiro.

## Carrière
Bij haar internationale debuut, op de wereldkampioenschappen zwemmen 2013 in Barcelona, strandde Shi in de halve finales van de 200 meter schoolslag en in de series van de 100 meter schoolslag.
Tijdens de Aziatische Spelen 2014 in Incheon veroverde de Chinese de gouden medaille op de 100 meter schoolslag en de bronzen medaille op de 200 meter schoolslag. Op de wereldkampioenschappen kortebaanzwemmen 2014 in Doha eindigde Shi als vierde op de 100 meter schoolslag en als vijfde op de 200 meter schoolslag.
In Kazan nam de Chinese deel aan de wereldkampioenschappen zwemmen 2015. Op dit toernooi sleepte ze, ex aequo met de Spaanse Jessica Vall en de Deense Rikke Møller Pedersen, de bronzen medaille in de wacht op de 200 meter schoolslag. Daarnaast eindigde ze als vijfde op de 100 meter schoolslag en werd ze uitgeschakeld in de series van de 50 meter schoolslag. Op de 4x100 meter wisselslag legde ze samen met Fu Yuanhui, Lu Ying en Shen Duo beslag op de wereldtitel.
Tijdens de Olympische Zomerspelen van 2016 in Rio de Janeiro veroverde Shi de bronzen medaille op de 200 meter schoolslag. Op de 100 meter schoolslag eindigde ze op de vierde plaats. Samen met Fu Yuanhui, Lu Ying en Zhu Menghui eindigde ze als vierde op de 4x100 meter wisselslag.

## Internationale toernooien
| Jaar | Olympische Spelen                                           | WK langebaan                                                                  | WK kortebaan                          | PanPacs       | Aziatische Spelen                 |
| ---- | ----------------------------------------------------------- | ----------------------------------------------------------------------------- | ------------------------------------- | ------------- | --------------------------------- |
| 2013 |                                                             | 20e 100m schoolslag 9e 200m schoolslag                                        |                                       |               |                                   |
| 2014 |                                                             |                                                                               | 4e 100m schoolslag 5e 200m schoolslag | geen deelname | 100m schoolslag · 200m schoolslag |
| 2015 |                                                             | 24e 50m schoolslag · 5e 100m schoolslag · 200m schoolslag · 4x100m wisselslag |                                       |               |                                   |
| 2016 | 4e 100m schoolslag · 200m schoolslag · 4e 4x100m wisselslag |                                                                               | 6-11 december                         |               |                                   |

## Persoonlijke records
Bijgewerkt tot en met 1 oktober 2016
Kortebaan
| Afstand         | Tijd    | Datum           | Plaats |
| --------------- | ------- | --------------- | ------ |
| 50m schoolslag  | 30,93   | 1 oktober 2016  | Peking |
| 100m schoolslag | 1.04,52 | 6 december 2014 | Doha   |
| 200m schoolslag | 2.18,64 | 7 december 2014 | Doha   |

Langebaan
| Afstand         | Tijd    | Datum            | Plaats         |
| --------------- | ------- | ---------------- | -------------- |
| 50m schoolslag  | 31,57   | 8 augustus 2015  | Kazan          |
| 100m schoolslag | 1.06,28 | 3 augustus 2015  | Kazan          |
| 200m schoolslag | 2.22,28 | 11 augustus 2016 | Rio de Janeiro |